# Hasan Baroev
Hasan Baroev (n. 1 decembrie 1982, Душанбе, Republica Sovietică Socialistă Tadjikă, URSS) este un luptător ce a reprezentat Rusia, medaliat olimpic. A participat la 3 ediții ale Jocurilor Olimpice (2004, 2008, 2012) în care a câștigat o medalie de aur și o medalie de argint.